# Oniscophiloscia anomala
Oniscophiloscia anomala là một loài chân đều trong họ Philosciidae. Loài này được Dollfus miêu tả khoa học năm 1890.